# 町田菜花
町田 菜花（まちだ なのか）は、宝塚歌劇団に所属する演出家。

## 略歴
2013年、宝塚歌劇団に入団。
2019年、雪組バウホール公演『PR×PRince』で演出家デビュー。

## エピソード
- 元フィギュアスケート選手の柴田嶺は大学の知り合い。[1]

## 宝塚歌劇団での舞台作品

### 作・演出

#### バウホール その他の公演作品
- Bow Happy Romance『PR×PRince』（2019年 雪組 宝塚バウホール 主演：永久輝せあ）＊演出家デビュー作

### 新人公演担当
- 2016年 星組『こうもり』
- 2017年 花組『金色の砂漠』[2]
- 2018年 宙組『天は赤い河のほとり』[3]
- 2019年 雪組『壬生義士伝』[4]
- 2019年 月組『I AM FROM AUSTRIA』[5]

### 演出助手
- 2016年、『鈴蘭（ル・ミュゲ）－思い出の淵から見えるものは－』（演出・樫畑亜依子／星組、宝塚バウホール）

その他多数